# Rawila Kotowicz
Rawila Kotowicz, ros. Равиля Котович (z domu Agletdinowa, [Аглетдинова], ur. 10 lutego 1960 w Kurgonteppie w Tadżykistanie, zm. 25 czerwca 1999 w Żłobinie) – białoruska lekkoatletka specjalizująca się w biegach średniodystansowych. W czasie swojej kariery reprezentowała Związek Socjalistycznych Republik Radzieckich.

## Sukcesy sportowe
W 1982 r. startowała w konkurencji biegu na 800 metrów podczas mistrzostw Europy w Atenach, zajmując V miejsce w półfinale i nie kwalifikując się do biegu finałowego. W 1983 r. zajęła IV miejsce w biegu na 1500 metrów podczas mistrzostw świata w Helsinkach (z czasem 4:02,67; za Mary Decker, Zamirą Zajcewą i Jekatieriną Podkopajewą. W 1984 r. zajęła II miejsce w biegu na 1500 metrów podczas zawodów "Przyjaźń-84" w Pradze. W 1985 r. wystąpiła w reprezentacji ZSRR w finałach Pucharu Europy oraz Pucharu Świata, zajmując w biegach na 1500 metrów (odpowiednio) I i II miejsce. Największy sukces na arenie międzynarodowej odniosła w 1986 r. w Stuttgarcie, zdobywając tytuł mistrzyni Europy w biegu na 1500 metrów (z czasem 4:01,19). Również w 1986 r. zajęła II miejsce w biegu na 1500 metrów podczas Igrzysk Dobrej Woli w Moskwie (z czasem 4:06,14; za Tetianą Samolenko).
Trzykrotnie zdobyła złote medale mistrzostw ZSRR: w biegu na 800 metrów (1985), na 1500 metrów (1985) oraz na 3000 metrów (1990). 

## Rekordy życiowe
- bieg na 800 metrów – 1:56,1 – Podolsk 21/08/1982 (rekord Białorusi)
- bieg na 1500 metrów – 3:58,40 – Moskwa 18/08/1985 (rekord Białorusi)
- bieg na 1500 metrów (hala) – 4:09,73 – Moskwa 20/02/1983
- bieg na 3000 metrów – 8:46,86 – Kijów 05/07/1990